# 1303 Luthera
1303 Luthera è un asteroide della fascia principale del diametro medio di circa 85,45 km. Scoperto nel 1928, presenta un'orbita caratterizzata da un semiasse maggiore pari a 3,2221491 UA e da un'eccentricità di 0,1137069, inclinata di 19,49932° rispetto all'eclittica.
Il nome è in onore del astronomo tedesco Karl Theodor Robert Luther.